# Naturklagenævnet
Naturklagenævnet var tidligere den overordnede myndighed i fredningssager i Danmark og klageinstans for afgørelser efter en række love om regulering af fast ejendom.
Nævnet bestod af 10 medlemmer – 7 udpeget af Folketinget, 2 højesteretsdommere samt en formand, der er udpeget af Miljøministeriet.
Naturklagenævnet blev 1. januar 2011 sammenlagt med Miljøklagenævnet til Natur- og Miljøklagenævnet, som igen 1. februar 2017 blev slået sammen med de øvrige klagenævn under Miljø- og Fødevareministeriet til Miljø- og Fødevareklagenævnet.